# New In Chess
New In Chess (NIC) er et skaktidsskrift, der bliver udgivet otte gange årligt. Redaktørerne er de internationale skakstormestre Jan Timman og Dirk Jan ten Geuzendam. Publikationen blev etableret i 1984 og indeholder noter om de bedste spillere og skak-vidunderbørn om deres egne spil. Typiske bidrag kommer fra spillere som Vladimir Kramnik, Viswanathan Anand, Péter Lékó, Judit Polgár, Magnus Carlsen og Sergey Karjakin.
New In Chess udgiver også Yearbooks fire gange om året, og det indeholder åbningsanalyser og teoretiske artikler.. NIC bruger sit eget klassifikationssystem til åbninger, der fortsat bliver udviklet for at holde det ajour med de nyeste tendenser. Eksempelvis FR 16.6 er French Tarrasch med 10...g5 og et "Survey" af Tim Harding optrådte i Yearbook 32 (1994). NIC udgiver også bøger om åbningsteori og andre skak-relaterede emner.
I februar 2021 blev det annonceret at Play Magnus Group, der ejes af skakstormesteren Magnus Carlsen havde købt udgiveren af New in Chess, Interchess B.V.

## NIC bøger
- Dejan Antic og Branimir Maksimovic, The Modern French, New In Chess 2012, ISBN 978-90-5691-399-1.
- Olafsson, Helgi (2012). Bobby Fischer Comes Home. New in Chess. ISBN 978-90-5691-381-6.
- Beim, Valeri (2012). The Enigma of Chess Intuition. New in Chess. ISBN 978-90-5691-379-3.
- Franco Masetti and Roberto Messa, 1001 Chess Exercises for Beginners, New In Chess 2012, ISBN 978-90-5691-397-7.
- Sokolov, Ivan (2012). The Strategic Nimzo-Indian. New in Chess. ISBN 978-90-5691-378-6.
- Kaufman, Larry (2012). The Kaufman Repertoire for Black and White. New in Chess. ISBN 978-90-5691-371-7.
- Bosch, Jeroen (2012). SOS – Secrets of Opening Surprises Vol. 14. New in Chess. ISBN 978-90-5691-366-3.
- Timman, Jan (2011). The Art of the Endgame. New in Chess. ISBN 978-90-5691-369-4.
- Kuipers, John (2011). Jan Timman De Geest van het Spel. New in Chess. ISBN 978-90-5691-374-8.
- Van der Sterren, Paul (2011). Zwart op Wit. New in Chess. ISBN 978-90-5691-376-2.
- Hertan, Charles (2011). Power Chess for Kids. New in Chess. ISBN 978-90-5691-330-4.
- Bronznik, Valeri (2011). 1.d4 – Beat the Guerrillas!. New in Chess. ISBN 978-90-5691-373-1.
- Barsky, Vladimir (2011). The Ragozin Complex. New in Chess. ISBN 978-90-5691-370-0.
- Obodchuk, Andreyi (2011). The Four Knights Game. New in Chess. ISBN 978-90-5691-372-4.
- Averbakh, Yuri (2011). Centre-Stage and Behind the Scenes. New in Chess. ISBN 978-90-5691-364-9.
- Hesse, Christian (2011). The Joys of Chess Heroes, Battles & Brilliancies. New in Chess. ISBN 978-90-5691-355-7.
- Jürgen Kaufeld and Guido Kern, Grandmaster Chess Strategy, New In Chess 2011, ISBN 978-90-5691-346-5.
- Bologan, Victor (2011). The Rossolimo Sicilian. New In Chess. ISBN 978-90-5691-345-8.
- Yochanan Afek and Emmanuel Neiman, Invisible Chess Moves, New In Chess 2011, ISBN 978-90-5691-368-7.
- Neishtadt, Yakov (2011). Improve Your Chess Tactics. New In Chess. ISBN 978-90-5691-334-2.
- Karsten Müller, Matthias Wahls and Hannes Langrock, The Modern Scandinavian, New In Chess 2011, ISBN 978-90-5691-344-1.
- Yakovich, Yuri (2010). Sicilian Attacks. New In Chess. ISBN 978-90-5691-332-8.
- Moskalenko, Viktor (2010). The Wonderful Winawer. New In Chess. ISBN 978-90-5691-327-4.
- Stark, Kevin (2010). Checkmate for Children. New In Chess. ISBN 978-90-5691-309-0.
- Suba, Mihai (2010). Dynamic Chess Strategy. New In Chess. ISBN 978-90-5691-325-0.
- Sveshnikov, Evgeny (2010). The Complete c3 Sicilian. New In Chess. ISBN 978-90-5691-329-8.
- Healy, John (2010). Coffeehouse Chess Tactics. New In Chess. ISBN 978-90-5691-328-1.
- Botvinnik, Mikhail (2010). Botvinnik - Petrosian. New In Chess. ISBN 978-90-5691-314-4.
- Verwer, Renzo (2010). Bobby Fischer for Beginners. New In Chess. ISBN 978-90-5691-315-1.
- Naroditsky, Daniel (2010). Mastering Positional Chess. New In Chess. ISBN 978-90-5691-310-6.
- Dimitri Komarov, Stefan Djuric and Claudio Pantaleoni, Chess Opening Essentials 1, New In Chess 2008, ISBN 978-90-5691-203-1.
- Dimitri Komarov, Stefan Djuric and Claudio Pantaleoni, Chess Opening Essentials 2, New In Chess 2009, ISBN 978-90-5691-269-7.
- Dimitri Komarov, Stefan Djuric and Claudio Pantaleoni, Chess Opening Essentials 3, New In Chess 2009, ISBN 978-90-5691-270-3.
- Dimitri Komarov, Stefan Djuric and Claudio Pantaleoni, Chess Opening Essentials 4, New In Chess 2010, ISBN 978-90-5691-308-3.
- Giddins, Steve (2009). New In Chess The First 25 Years. New In Chess. ISBN 978-90-5691-296-3.
- Sokolov, Ivan (2009). The Ruy Lopez Revisited. New In Chess. ISBN 978-90-5691-297-0.
- Moskalenko, Viktor (2009). Revolutionize Your Chess. New In Chess. ISBN 978-90-5691-295-6.
- Sosonko, Genna (2009). Russian Silhouettes, new enl. edit. New In Chess. ISBN 978-90-5691-293-2.
- Max Euwe and Jan Timman, Fischer World Champion!, 2002, ISBN 978-90-5691-095-2.
- Sosonko, Genna (2003). The Reliable Past. New in Chess. ISBN 90-5691-114-7.
- Timman, Jan (2005). Curaçao 1962: The Battle of Minds that Shook the Chess World. New in Chess. ISBN 978-90-5691-139-3.
- van Perlo, Gerardus C. (2006). Van Perlo's Endgame Tactics. New In Chess. ISBN 978-90-5691-168-3. (ECF Book of the Year winner)
- Sosonko, Genna (2006). Smart Chip from St. Petersburg: And Other Tales of a Bygone Chess Era. New in Chess. ISBN 90-5691-169-4.
- Donner, Jan Hein (2006). The King: Chess Pieces. New in Chess. ISBN 90-5691-171-6.
- Moskalenko, Viktor (2007). The Fabulous Budapest Gambit. New In Chess. ISBN 978-90-5691-224-6.
- Karolyi, Tibor; Aplin, Nick (2007). Endgame Virtuoso Anatoly Karpov. New In Chess. ISBN 978-90-5691-202-4.
- de la Villa, Jesús (2008). 100 Endgames You Must Know. New in Chess. ISBN 978-90-5691-244-4.
- Leo Jansen and Jerry van Rekom, The Black Lion, New In Chess 2008, ISBN 978-90-5691-257-4.
- Steve Giddins and Jeroen Bosch, The Chess Instructor 2009, New In Chess 2008, ISBN 978-90-5691-247-5.
- Bronstein, David (2009). The Sorcerer's Apprentice. New In Chess. ISBN 978-90-5691-272-7.
- Grooten, Herman (2009). Chess Strategy Club Players. New In Chess. ISBN 978-90-5691-268-0.
- Botvinnik, Mikhail (2009). Botvinnik - Smyslov. New In Chess. ISBN 978-90-5691-271-0.
- Sokolov, Ivan (2009). Winning Chess Middlegames. New In Chess. ISBN 978-90-5691-264-2.
- Odessky, Ilya (2008). Play 1.b3!. New In Chess. ISBN 978-90-5691-256-7.
- Moskalenko, Viktor (2008). The Flexible French. New In Chess. ISBN 978-90-5691-245-1.
- Bologan, Victor (2008). The Chebanenko Slav. New In Chess. ISBN 978-90-5691-246-8.
- Hertan, Charles (2008). Forcing Chess Moves, 3d edition. New In Chess. ISBN 978-90-5691-243-7.
- Hook, Bill (2008). Hooked on Chess. New In Chess. ISBN 978-90-5691-220-8.
- Moskalenko, Viktor (2008). Fabulous Budapest Gamb. (2d). New In Chess. ISBN 978-90-5691-224-6.
- Evgeny Bareev and Ilya Levitov, From London to Elista, New In Chess 2007, ISBN 90-5691-219-4.
- Bosch, Jeroen (2006). The Chess Combat Simulator. New In Chess. ISBN 90-5691-186-4.
- ten Geuzendam, Dirk Jan (2006). The Day Kasparov Quit. New In Chess. ISBN 90-5691-163-5.
- Timman, Jan (2006). On the Attack. New In Chess. ISBN 90-5691-187-2.
- Donner, Jan Hein (2006). The King, 2nd Edition. New In Chess. ISBN 90-5691-171-6.
- Timman, Jan (2004). Power Chess with Pieces. New In Chess. ISBN 90-5691-123-6.
- Sosonko, Gennadi (2003). The Reliable Past. New In Chess. ISBN 90-5691-114-7.
- Agdestein, Simen (2004). Wonderboy Magnus Carlsen. New In Chess. ISBN 90-5691-131-7.
- Münninghoff, Alexander (2001). Max Euwe – The Biography. New In Chess. ISBN 90-5691-079-5.
- ten Geuzendam, Dirk Jan (2001). Linares! Linares!. New In Chess. ISBN 90-5691-077-9.